# فوياجر 2
فوياجر 2 (بالإنجليزية: Voyager 2) هو مسبار فضائي أطلقته ناسا في 20 أغسطس 1977 لدراسة الكواكب الخارجية. المسبار هو جزء من برنامج فوياجر وتم أطلاقه قبل 16 يوم من توأمه فوياجر 1، على مسار استغرق وقتًا أطول للوصول إلى المشتري وزحل ولكنه تمكّن من لقائات أكثر مع أورانوس ونبتون. إنها المركبة الفضائية الوحيدة التي زارت كلا من الكوكبين العملاقيين الجليديين.
انتهت مهمته الأساسية باستكشاف نظام نبتون في 2 أكتوبر 1989، بعد أن زار النظام أورانوس في عام 1986 ونظام زحل في عام 1981 ونظام المشتري في عام 1979. يعمل فوياجر 2 الآن في مهمته الموسعة لدراسة المجال الخارجي للنظام الشمسي، ويعمل منذ 41 سنة و3 أشهر و23 يوم اعتبارًا من 13 ديسمبر 2018، ولا يزال على اتصال عبر شبكة ناسا لمراقبة الفضاء العميق.
المسبار على بعد 119 وحدة فلكية (1.78 × 1010) (حوالي 16.5 ساعة ضوئية  من الشمس اعتباراً من نهاية 2018، ويتحرك بسرعة 15.341 كم/ثانية (55230 كم/ساعة) بالنسبة للشمس. فوياجر 2 هو الرابع من بين خمس مركبات فضائية تحقق سرعة الإفلات التي تسمح لهم بمغادرة المجموعة الشمسية. ترك المسبار الغلاف الشمسي نحو الفضاء الخارجي في 5 نوفمبر 2018، وبدأ في توفير القياسات المباشرة الأولى لكثافة ودرجة حرارة البلازما البيننجمية.
في 3 اكتوبر 2024 تم اطفاء جهاز البلازما الخاص بالمسبار لتمديد زمن مهمته في الفضاء 

## مصدر الطاقة
نظرا لاستمرار ابتعاد المسبارين عن الشمس فلم يمكن تزويدهما بخلايا شمسية لإمدادهما بالطاقة والكهرباء. ولذلك زود كل منهما بثلاثة بطاريات نظائر مشعة تكملها مزدوجات حرارية كهربائية مصنوعة من السيليسيوم - الجرمانيوم تحول الحرارة الناتجة عن النشاط الإشعاعي إلى طاقة كهربائية مباشرة. كل بطارية مزودة 5 و4 كيلوجرام من البلوتونيوم-238 لها عمر النصف 87 سنة، وهي تطلق أشعة ألفا عند التحلل الإشعاعي. وتوجد كل بطارية في وعاء من البريليوم طوله 5 و0 متر وقطره 4 و0 متر ويزن 39 كيلوجرام.
وقت الإقلاع كانت قدرة البطاريات 470 وات وتعطي جهدا قدره 30 فولت لتيار مستمر. وبسبب التحلل الإشعاعي مع الوقت بمعدل 78 و0 % سنويا، ونظرا لاستهلاك المزدوجات الحرارية أيضا مع الوقت فيكون الانخفاض الكلي في الطاقة بمعدل 38 و1 % سنويا. ولذلك كانت بعض الأجهزة تغلق بحيث لا تعمل بين الحين والآخر لتوفير الطاقة اللازمة لأجهزة التوجيه والاتصال بالأرض.
والبطاريات مثبته على ذراع طويل على المسبار بحيث لا تتأثر كثيرا الأجهزة الإلكترونية والأجهزة العلمية بالإشعاع. وينطبق ذلك بصفة أساسية على أشعة الانكباح الذي ينشأ من نفاذ أشعة ألفا في غلاف البطاريات.

## الأجهزة العلمية
يحمل فوياجر 2 عدد 11 من الأجهزة العلمية يصل وزنها 105 كيلوجرام وهي أكبر من أي بعثة فضائية إلى الكواكب قبل ذلك. وتحتاج الأجهزة العلمي 90 واط من الطاقة الكهربائية منها 10 وات للوحدات الحرارية.
تجزء الأجهزة إلى تصنيفين: أجهزة تقيس مباشرة (مثل عدادت الجسيمات) وأجهزة الاستكشاف عن بعد (مثل الكاميرات). أما أجهزة الصنف الثاني فهي مثبتة على لوحة متحركة وهذه مثبتة على ذراع طويل بطول 5 و2 متر. ويمكن تحريك اللوحة بواسطة عدة محركات كهربائية، بحيث يمكن توجيهها بدقة نحو نقطة معينة في الفضاء (مثل أحد الكواكب) ويتم ذلك بدقة زاوية قدرها 5 و2 مللي راديان.
| الجهاز                     | الوزن كيلوجرام | الاستهلاك وات | معدل تخزين البيانات بايت/ثانية |
| -------------------------- | -------------- | ------------- | ------------------------------ |
| جهاز قياس الأشعة الكونية   | 7,50           | 5,4           |                                |
| نظام التصوير العلمي        | 38,20          | 21,5          | 115.200                        |
| مطياف أشعة تحت لحمراء      | 19,57          | 12,0          | 1.120                          |
| عداد جسيمات منخفضة الطاقة  | 7,50           | 3,8           |                                |
| مقياس الاستقطاب            | 2,55           | 0,7           | 0,6 – 1.023                    |
| مرصد أشعة راديوية كوكبية   | 7,70           | 5,5           | 266                            |
| مطياف بلازما               | 9,90           | 8,1           | 32                             |
| جهاز موجات بلازما          | 1,40           | 1,3           | 32 – 115.200                   |
| جهاز راديوي                | 44,00          |               |                                |
| مقياس مغناطيسية ذو 3 محاور | 5,60           | 2,2           | 120                            |
| مطياف أشعة فوق البنفسجية   | 4,50           | 3,5           |                                |

## اهداف البعثة
كانت اهداف البعثة الحصول على معلومات عن الآتي:
- فحص الغلاف الجوي لكوكب المشتري وزحل من وجهة توزيع الرياح ومكوناته،
- تحليل تضاريس السطح ـ الجيولوجيا وتكوين الأقمار ن
- تعيين أدق للكتلة والحجم وأشكال جميع الكواكب والأقمار والحلقات،
- دراسة المجالات المغناطيسية وبصفة خاصة توزيع المجال المغناطيسي،
- تحليل مكونات وتوزيع الجسيمات المشحونة والبلازما،
- فحص دقيق للأقمار إيو وتيتان

## اللوحة الذهبية على فوياجر

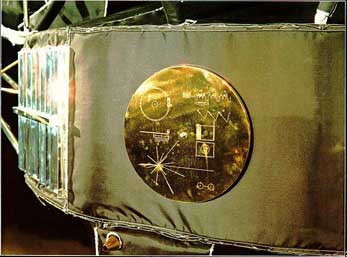
Golden Record on Voyager 2

أرسل العلماء على متن مسباري فوياجر 1 وفوياجر 2 لوحتين معدنيتين متماثلتين منقوش عليهما معلومات عن الأرض وموقعها وسكانها. اللوحة عبارة عن لوحة من النحاس ومغطاة بطبقة من الذهب لحمايتها من الصدأ والتآكل. معلومات اللوحة تتضمن تسجيلات صوتية وصور عن الإنسان. ويوجد على سطحها الأمامي تفسير عن طريقة قراءة وفهم ما على اللوحة من رموز. وهي تعطي وضع الشمس بالنسبة إلى 15 من النجوم النابضة؛ كما تعطي شكل الإنسان وطوله.
بتاريخ أكتوبر 2015 وصل فوياجر 1 إلى بعد 130 ضعف للمسافة بين الشمس والأرض (130 وحدة فلكية)؛ وهي مسافة تقدر بنحو 20 مليار كيلومتر، ويبتعد إلى خارج المجموعة الشمسية بسرعة 61.000 كيلومتر في الساعة. تصل إشاراته إلى الأرض بسرعة الضوء وتستغرق 18.4 ساعة حتى تصل إلينا. وإذا أراد مركز المتابعة على الأرض الاتصال به فإن إشارته اللاسلكية ستستغرق أيضا 18.4 ساعة حتى تصل إليه.
وبالنسبة إلى فوياجر 2 فقد وصل حاليا إلى بعد 16.5 مليار كيلومتر. وتستغرق إشاراته نحو 15 ساعة حتى تصل إلى الأرض.
كما سيصل المسبار بيونير 10 قريبا إلى ذلك البعد.

## سير البعثة إلىالمشتري
أطلق فوياجر 2 يوم 20 أغسطس 1977 من المنصة رقم 41 في قاعدة كيب كانافيرال للقوات الجوية على رأس صاروخ تيتان 3 أي-سنتاور بذلك سبق المسبار أخيه فوياجر 1 ب 16 يوم.
ونظرا لأن سرعة فوياجر 1 كانت أعلى قليلا عن سرعة فوياجر 2 (كانت سرعته 0 و15 كيلومتر/الثانية وتلك لفوياجر 2 5 و14 كيلومتر/الثانية) فقد استطاع فوياجر 1 اللحاق بأخيه يوم 15 ديسمبر 1977 ثم سباقه على بعد 75 و1 وحدة فلكية.

### المشتري
عندما وصل فوياجر 2 يوم 25 أبريل 1979 إلى نظام المشتري واصل المشاهدة التي قطعها أخوه يوم 13 أبريل. فقد اختير مسار فوياجر 2 بحيث يستكشف بعض الاقمار من الناحية التي كانت مختفية لفوياجر 1.
في نفس الوقت كانت الحلقات التي اكتشفت حديثا للمشتري وكذلك ناحيته المظلمة محطا لدراسة أدق.واستكشفت الأقمار مالثيا، إيو، أوروبا، كاليستو، جانيميد قبل عبور المشتري. واخدت بعض القياسات التي لم يتمكن فوياجر 1 من تسجيلها. وعندما غادر فوياجر 2 المشتري كان قد قام بتصوير 13.350 صورة وإرسالها إلى الأرض بمعدل 115 كيلوبايت/الثانية ومر بالكوكب من على بعد 643.000 كيلومتر. وعن طريق الانجذاب إلى المشتري وعبوره اكتسب دفعة مقلاعية رفعت سرعته إلى 16 كيلومتر في الثانية وأصبح بعدها على الطريق إلى زحل.

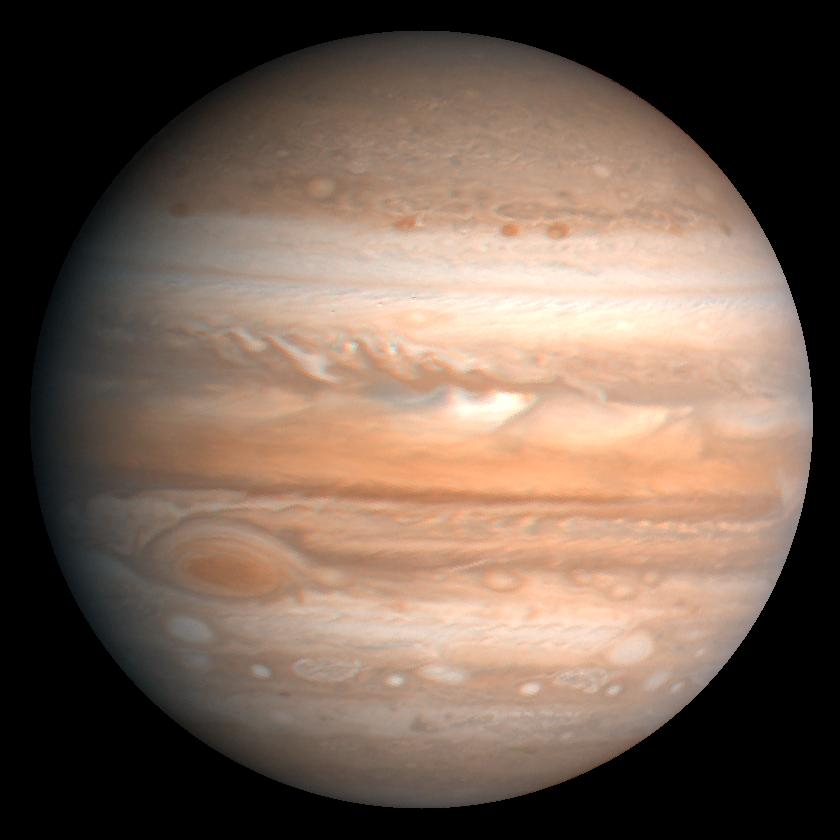
المشتري بالألوان الطبيعية
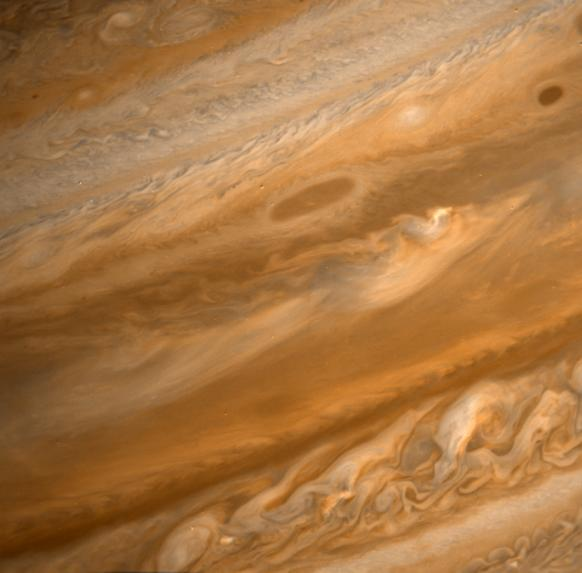
صورة تفصيلية للمشتري
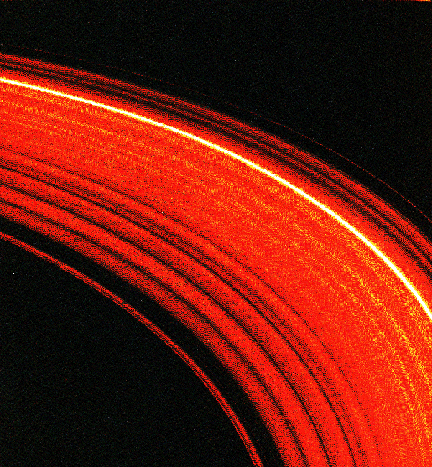
حلقات المشتري بألوان اختيارية
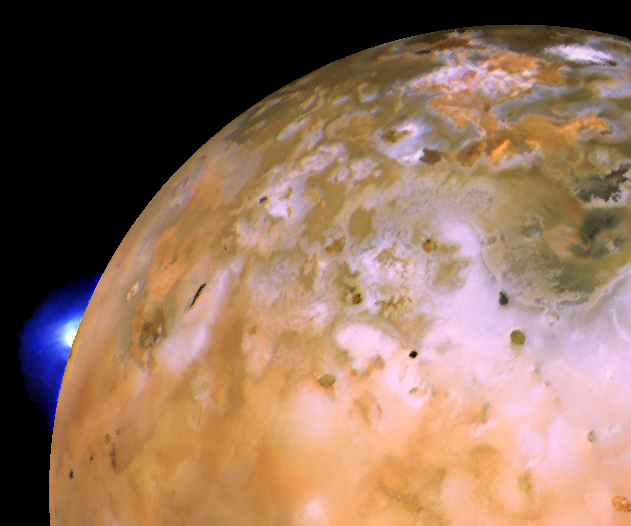
بركان ينفجر على القمر "إيو"
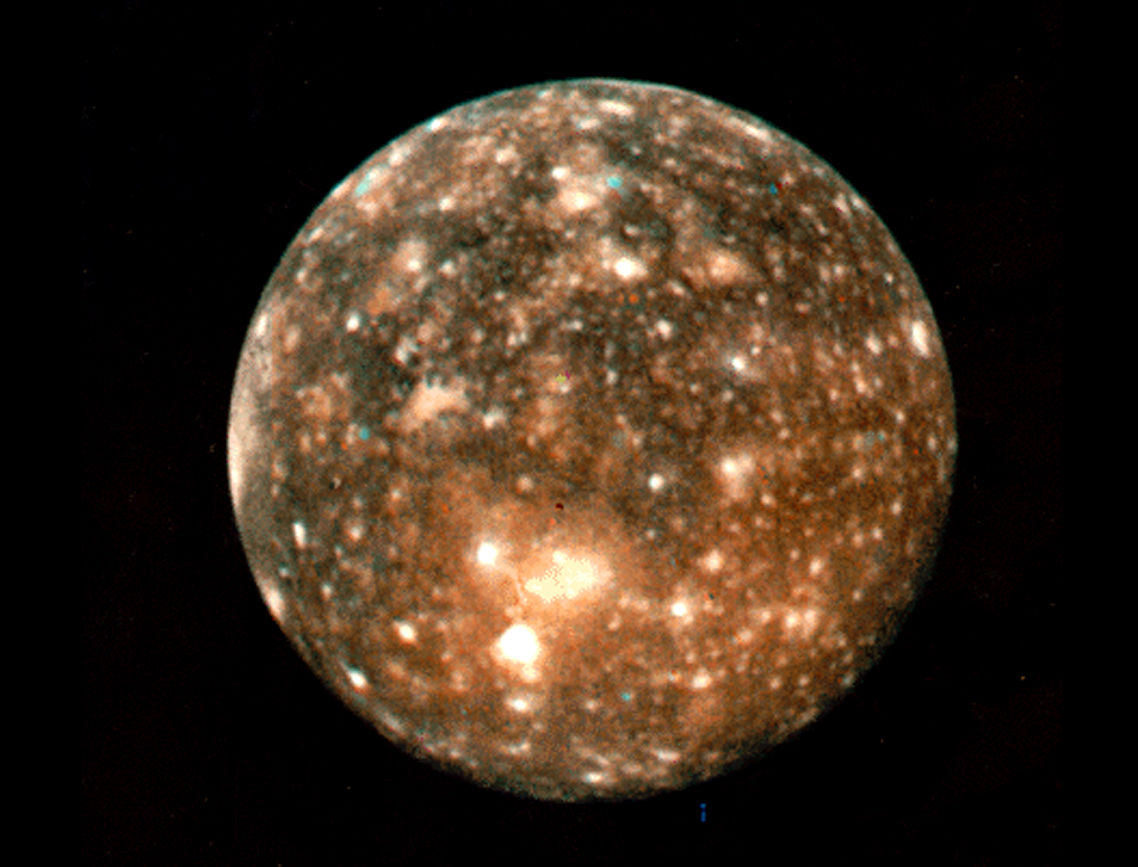
القمر "كاليستو"
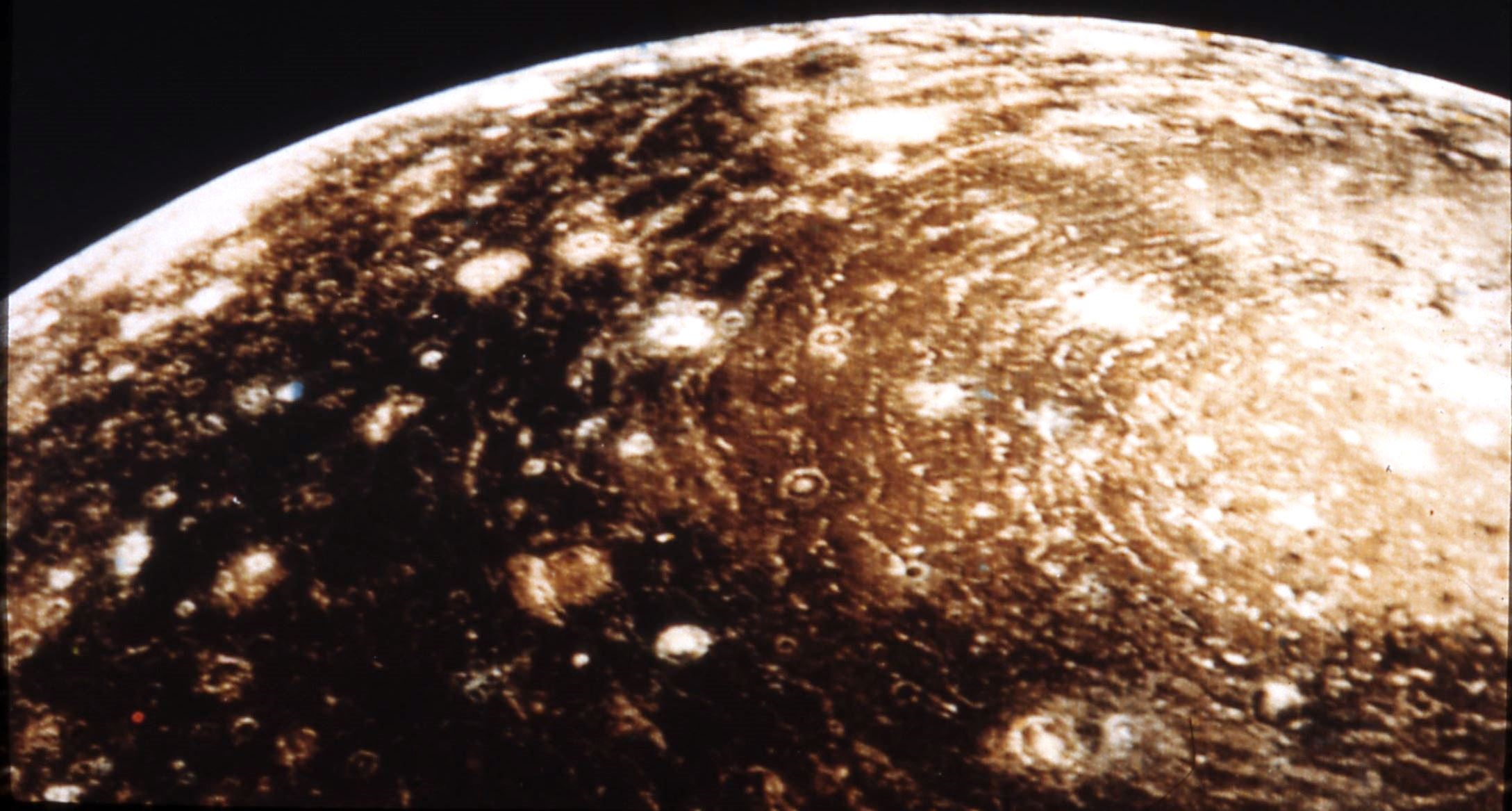
فوهة فالاهالا على القمر "كاليستو" (في الوسط إلى اليمين)
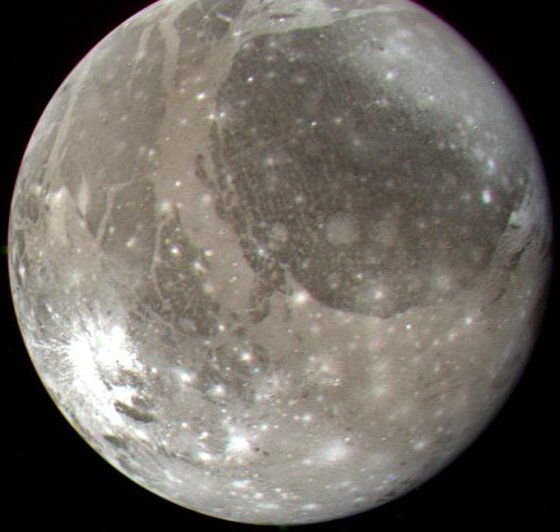
القمر "جانيميد"
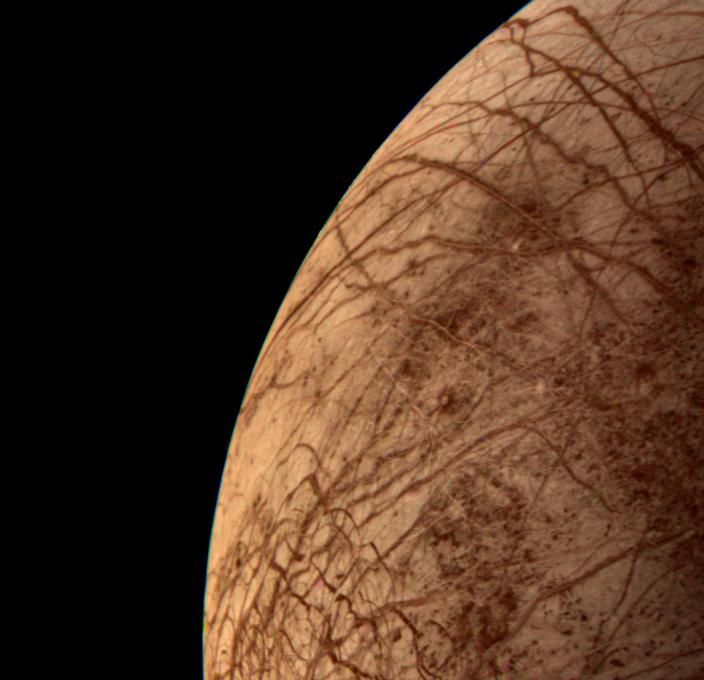
صورة قريبة للقمر "أوروبا".

### زحل
تبين أن زحل يتسبب في ريح سريعة وخصوصا في مستوي خط استوائه، واستطاع فوياجر 2 قياسها ووجد أن سرعتها 500 متر في الثانية. وهي تهب في اتجاه الشرق وتقل سرعتها مع زيادة خطوط العرض وبعد خطي العرض 35° إلى الشمال والجنوب فيتغير اتجاه الرياح إلى الغرب. واستطاع فوياجر 2 قياس جو الكوكب بواسطة جهاز القياس الراديوي RSS وسجلت درجة حرارة 82 كلفن لسطح الكوكب وبلغ الضغط 70 مللي بار. وبلغت درجة حرارة أكثر البقاع عمقا على سطح الكوكب سجلت درجة حرارة 143 كلفن والضغط 1200 مللي بار.
كما شوهدت اضواء تشبه الضوء القطبي تظهر شمال خط عرض 65 وسجلت أشعة فوق البنفسجية في إطار خطوط العرض الوسطى. وتظهر تلك الأشعة فوق البنفسجية فقط عند سقوط اشعة الشمس على الكوكب وتمثل أحد الألغاز حيث أن الجسيمات المشحونة الآتية من الشمس إنام تنزل على الأرض من اتجاهي القطبين وليس عند خط الاستواء.

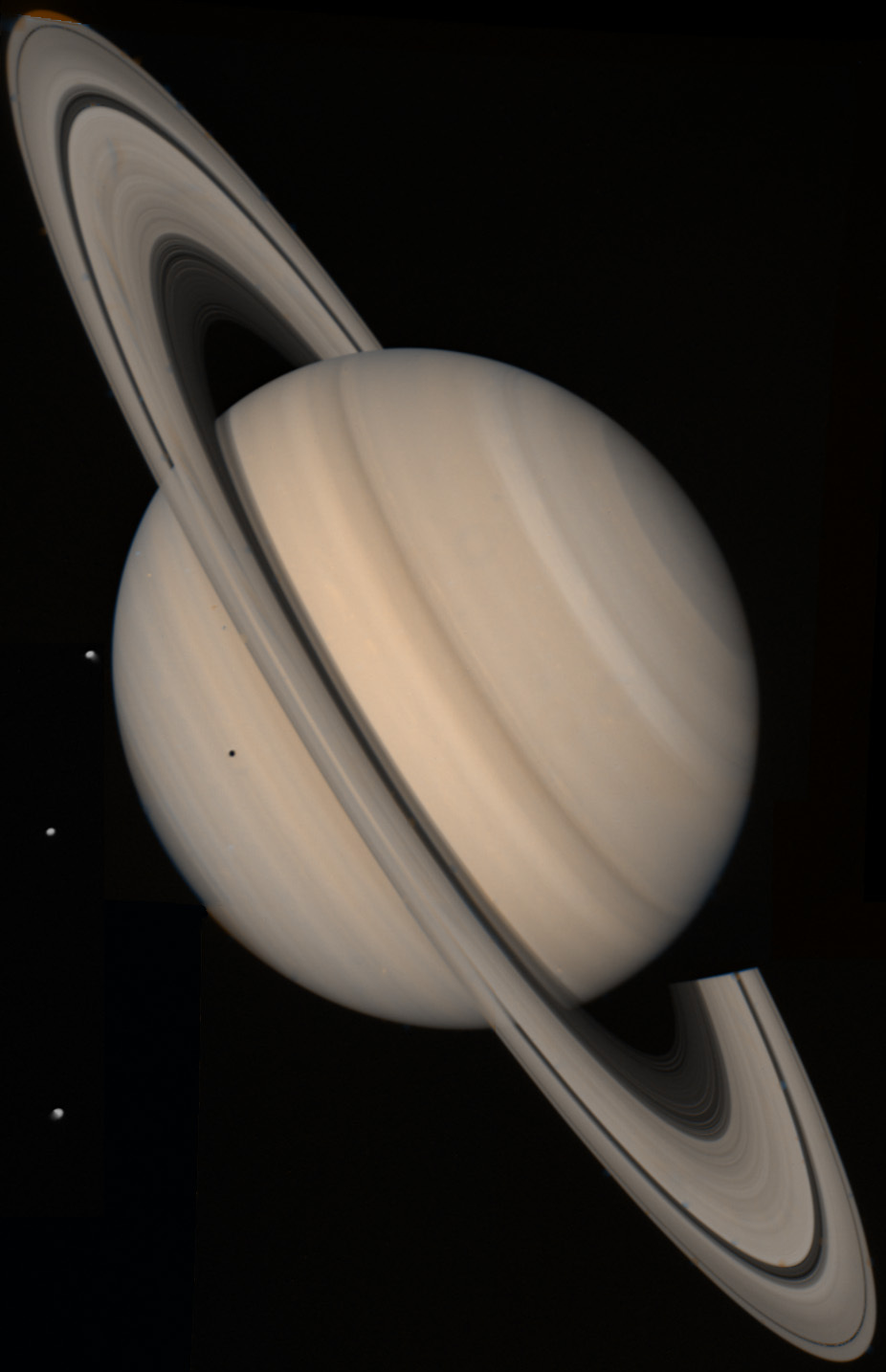
كوكب زحل وأقماره تيثيس، ديون ،و رهيا.
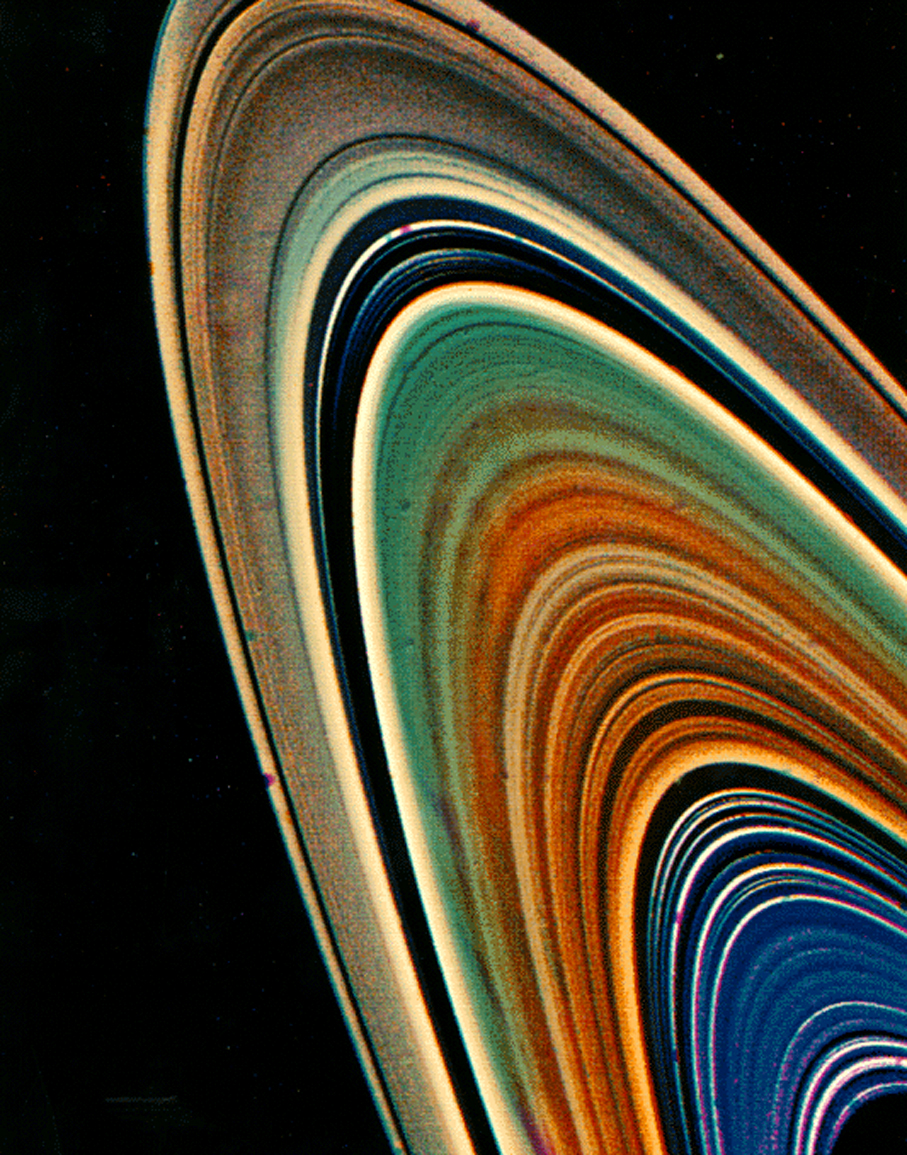
حلقات إس فزحل بألوان اختيارية
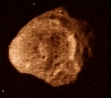
القمر "هايبيريون"
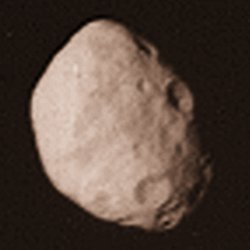
القمر "يانوس"
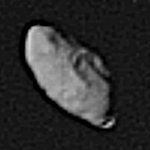
القمر "بروميتيوس"
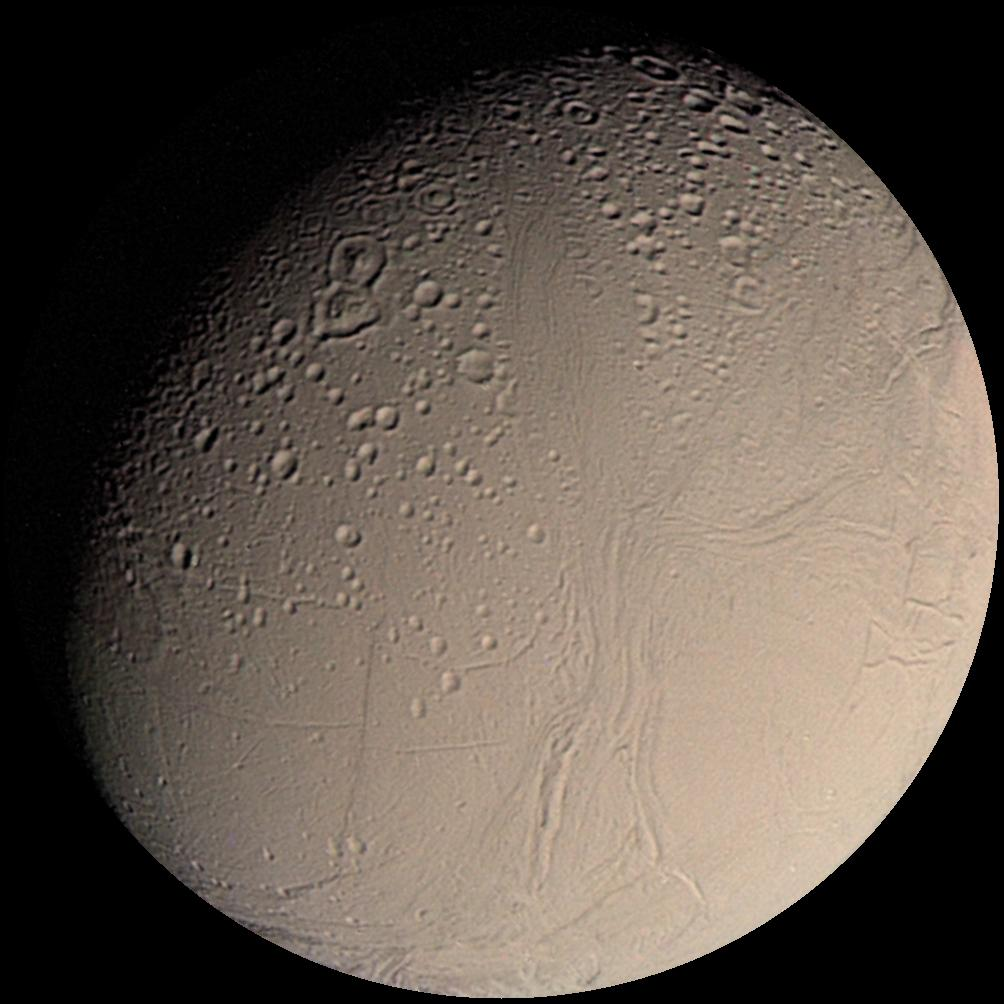
القمر الجليدي "إنكلادوس"
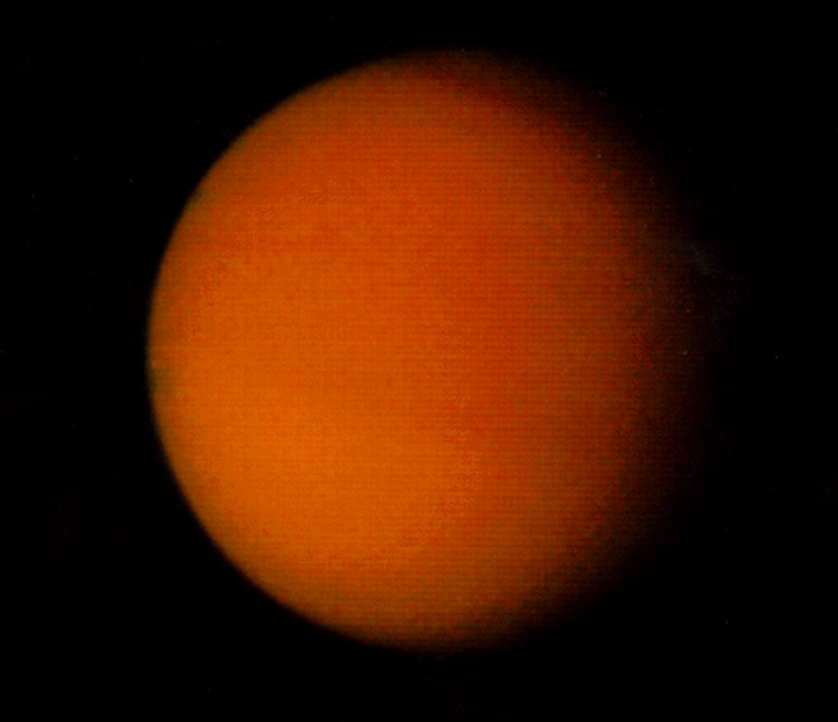
القمر "تيتان"
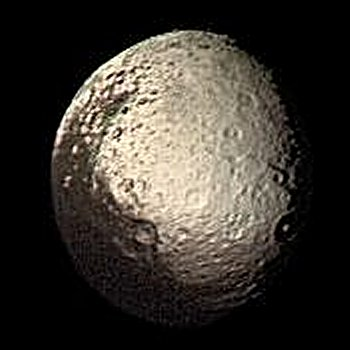
القمر "أيابيتوس".

### أورانوس

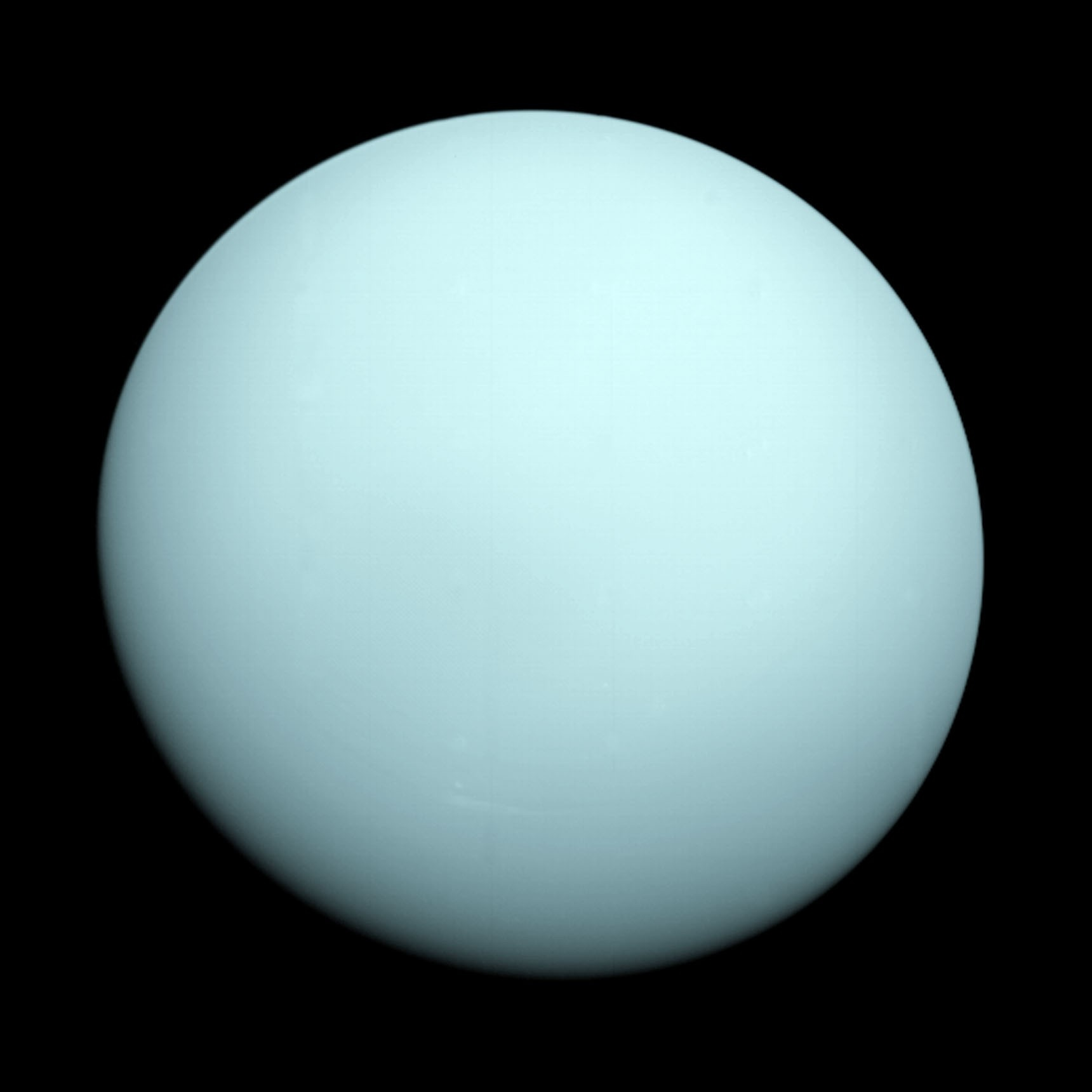
أورانوس بلونه الطبيعي

في ريع عام 1981 اتخذت التصحيحات على المسار ليتجه فوياجر 2 إلى أورانوس. ولم يكن ذلك في الخطة حيث كان عمر المسبار عند الوصول إليه 8 سنوات وهو ضعف العمر الذي كان مقدرا للمسبار. ولكن الدراسة الداخلية التي تمت في ناسا بينت أنه يوجد احتمال 56 % للوصول إلى أورانوس 5أن يصله فوياجر 2 في حالة صالحة. ورغم أن ذلك كان يتكلف نحو 30 مليون دولار سنويا فقد أقدمت ناسا على استمرار البعثة وعلى الأخص أنه في ذلك الوقت لم يكن هناك مسبار آخر غير المسبارين فوياجر 1 وفوياجر 2 إلا مسبار الكواكب فايكينج 1.
وعندما بدأ فوياجر 2 أخذ قياساته في 4 نوفمبر 1985 كانت ناسا قد عدلت الكثير من برمجة الحاسوب، حتى أن أحد العاملين قال:«فوياجر الذي وصل أورانوس غير فوياجر الذي غادر الأرض تماما». وكانت هناك ثلاثة معضلات: معدل نقل المعلومات منخفض جدا بسبب بعد المسبار عن الأرض (أقل أربعة مرات عن زحل)، وانخفاض طاقة البطاريات إلى نحو 400 واط، وضعف شدة الضوء مما يلزم التقاط الصور لمدة زمنية أطول مما قد يؤثر على وضوح الصور.

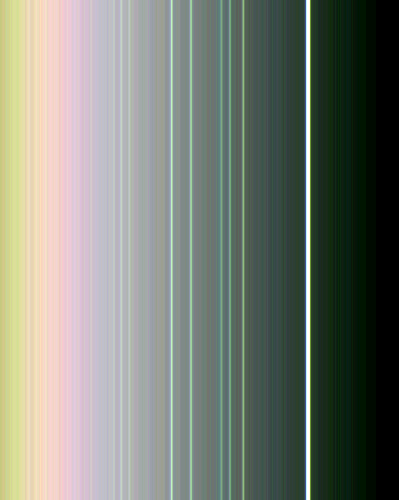
حلقات أورانوس بألوان اختيارية.

وعالج المركز الأرضي مشكلة معدل إرسال المعلومات من جهتين: أولا اختصار كمية البيانات، وثانيا تحسين الاستقبال. وتمكنوا من تحسين الاستقبال ببناء عدة هوائيات جديدة. ففي العادة يتم الاستقبال بواسطة هوائي 64 متر مما يتيح استقبال بين 2 و7 إلى 96 و9 كيلوبايت/الثانية. ولكن ذلك لم يكن يكفي لاستقبال جميع البيانات التي سيحصل عليها فوايجر 2 حتى وصوله إلى أورانوس. ولذلك بني هوائيان إضافيان واحد منهما 64 متر والآخر 34 متر. بذلك تحقق معدل لاستقبال الإشارات 6 و21 كيلوبايت/الثانية.
ومن الوجهة أخرى فقد جرى اختصار للبيانات. فاستبدلت بعض برامج السوفتوير مما رفع من معدل استقبال البيانات بنحو 70 %. إلا أن ذلك الاستبدال كان معرضا للخطأ إذ أن الهاردوير الأساسي كان مزدوجا بحيث لو فشل أحدهما فيعمل الآخر. ولكن جرى التحكم في اختزال الصور بحيث يركز على أواسط الصور مع عدم الاهتمام بوضوح أطراف الصورة. وبدلا من إرسال 8 بايت لكل نقطة فقد اختزلت إلى 3 بايت. وفي المجموع فقد استغرق إرسال صورة من نظام اورانوس زمنا أطول بنحو 15 % (104 ثانية) عن زمن إرسال زحل رغم تصغير عرض محزم بنحو 75 %.

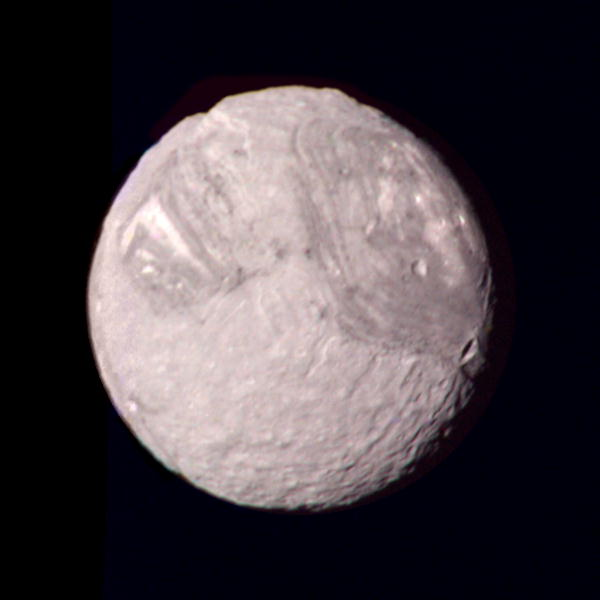
سطح القمر "ميراندا" المتعرج.

وأما مشكلة انخفاض الطاقة الكهربائية فقد عالجتها ناسا بتوقيف الأجهزة غير العاملة واتباع برنامج يوفر الطاقة. وقد قامت بذك بعد التجريب غلى الأرض بواسطة المحاكاة لمعرفة متي وبأي قدر يعمل جهازا من الأجهزة.
ولكن مشكلة الوقت اللازم لالتقاط صورة نظرا لانخفاض شدة الضوء. وكانت المشكلة هنا تتشكل في الشريط المغناطيسي الذي يقوم بتسجيل بيانات الصور والذي كان يتسبب عند بداية كل صورة في هزة صغيرة للمسبار تتسبب في نغبشة الصورة الواجب تصويرها خلا 44 و1 ثانية. وكانت معالجة ذلك هو تشغيل نفاثات ضبط المسبار، ولكن ذلك يستدعي تشغيلها لمدة 5 مللي ثانية في الوقت الذي كان تصميمها على أساس أن تعمل لمدة 10 مللي ثانية على الأقل ليكون عملها صحيحا. وبعد أن اختبرت تشغيلها على الأرض على ظراز مماثل وأدت العمل في حدود 5 مللي ثانية مرات عديدة بنجاح وتم تطبيقها أيضا على فوياجر 1 فتبين أن الطريقة يمكن أن تتبع مع فوياجر 2.
وقبل العبور بأورانوس بستة أيام ظهرت مشكلة جديدة. ظهرت في الصور المضغوطة خطوط فاتحة وداكنة. وبالبحث عن السبب تبين أن أحد خلايا التخزين كانت مخزونة ب 1 بدلا من 0، ولم تستجب الخلية لأي أشارة تصحيح من الأرض. لذلك قامت ناسا بتعديل البرمجة لتصحيح هذا لخطأ. وقبل العبور بأورانوس كان نظام التصوير مستعدا للتصوير.

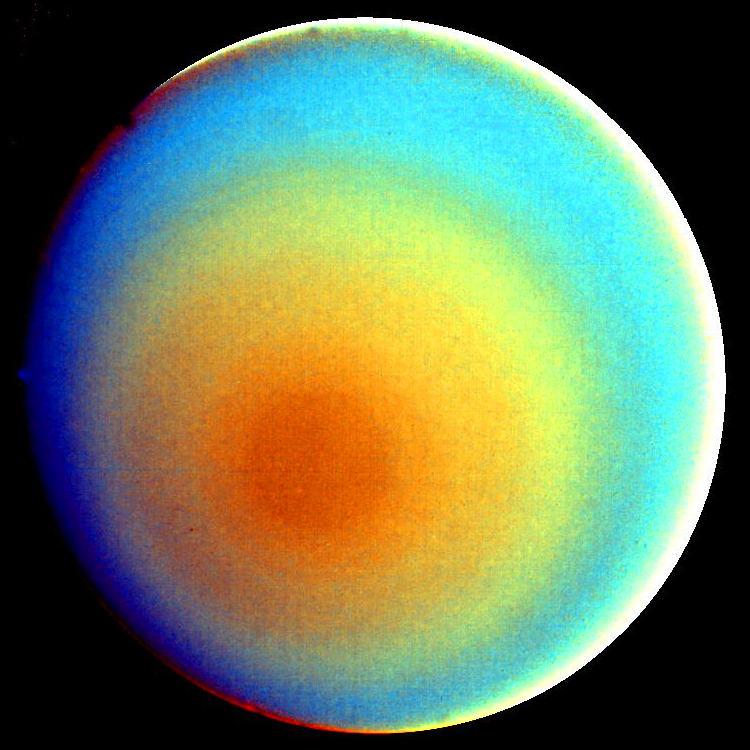
أورانوس بألوان اختيارية
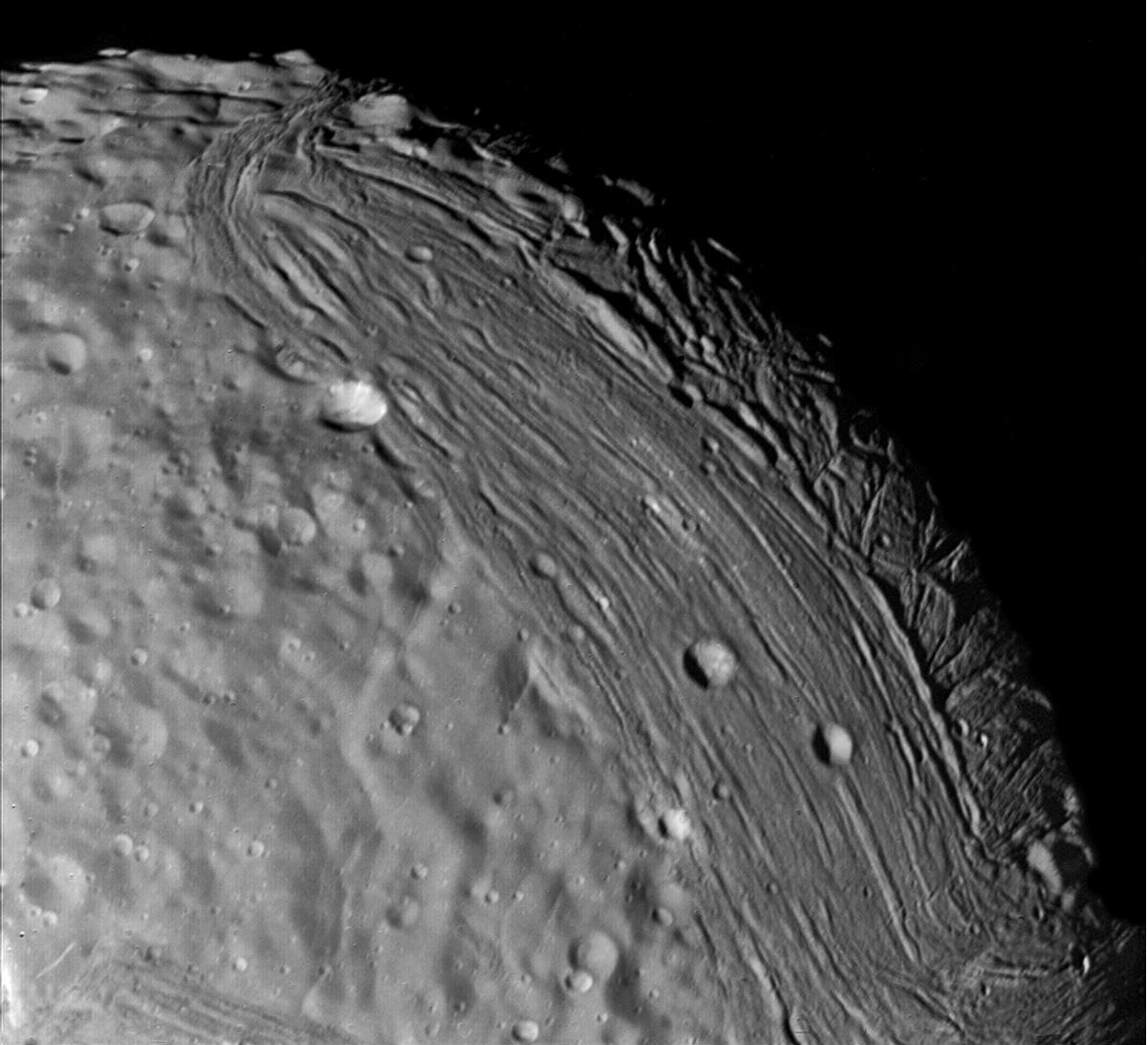
سطح القمر "ميراندا"
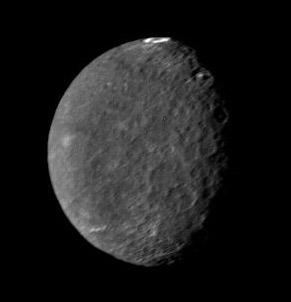
أمبريل، قمر أورانوس.
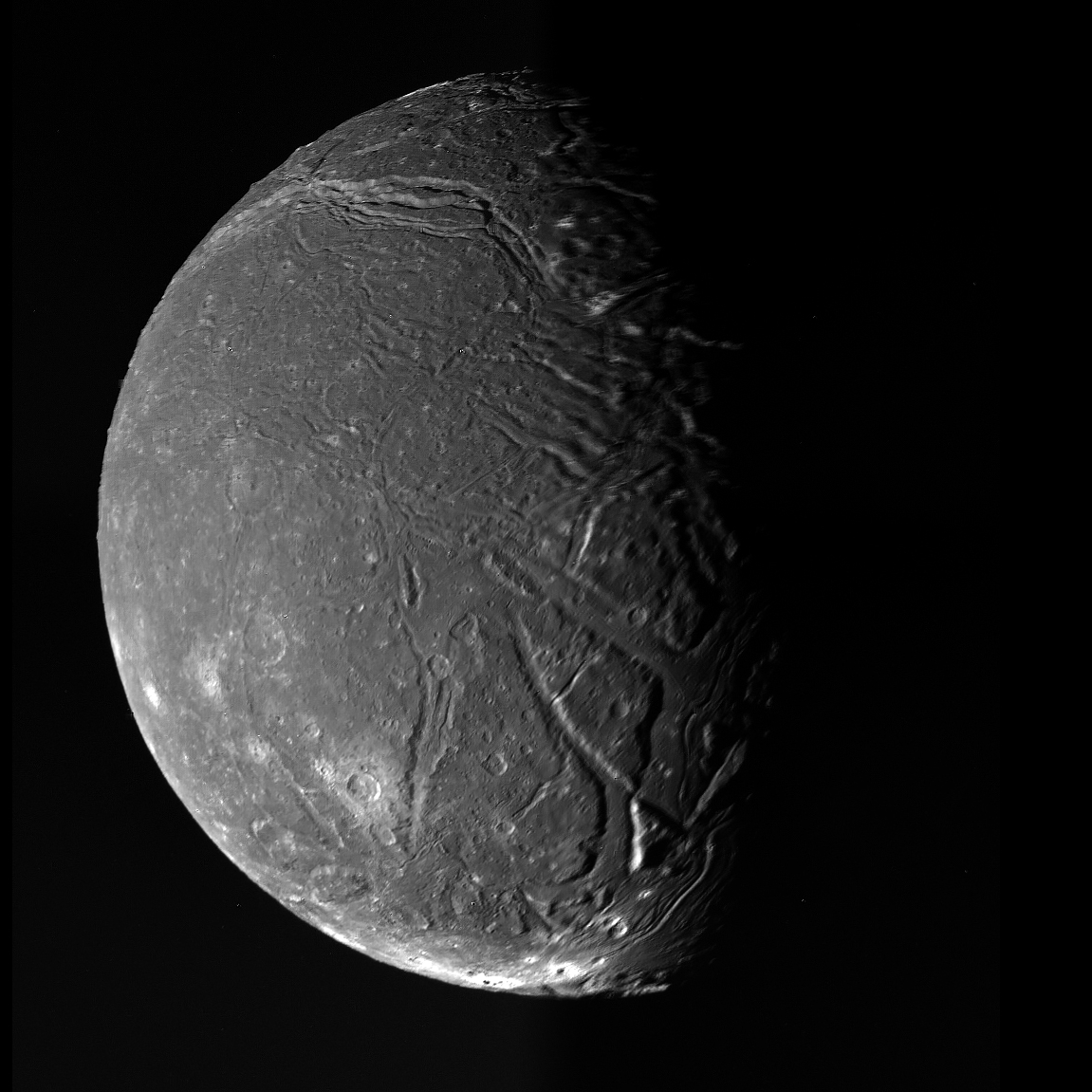
سطح القمر "أريل" المتعرج.

### نبتون

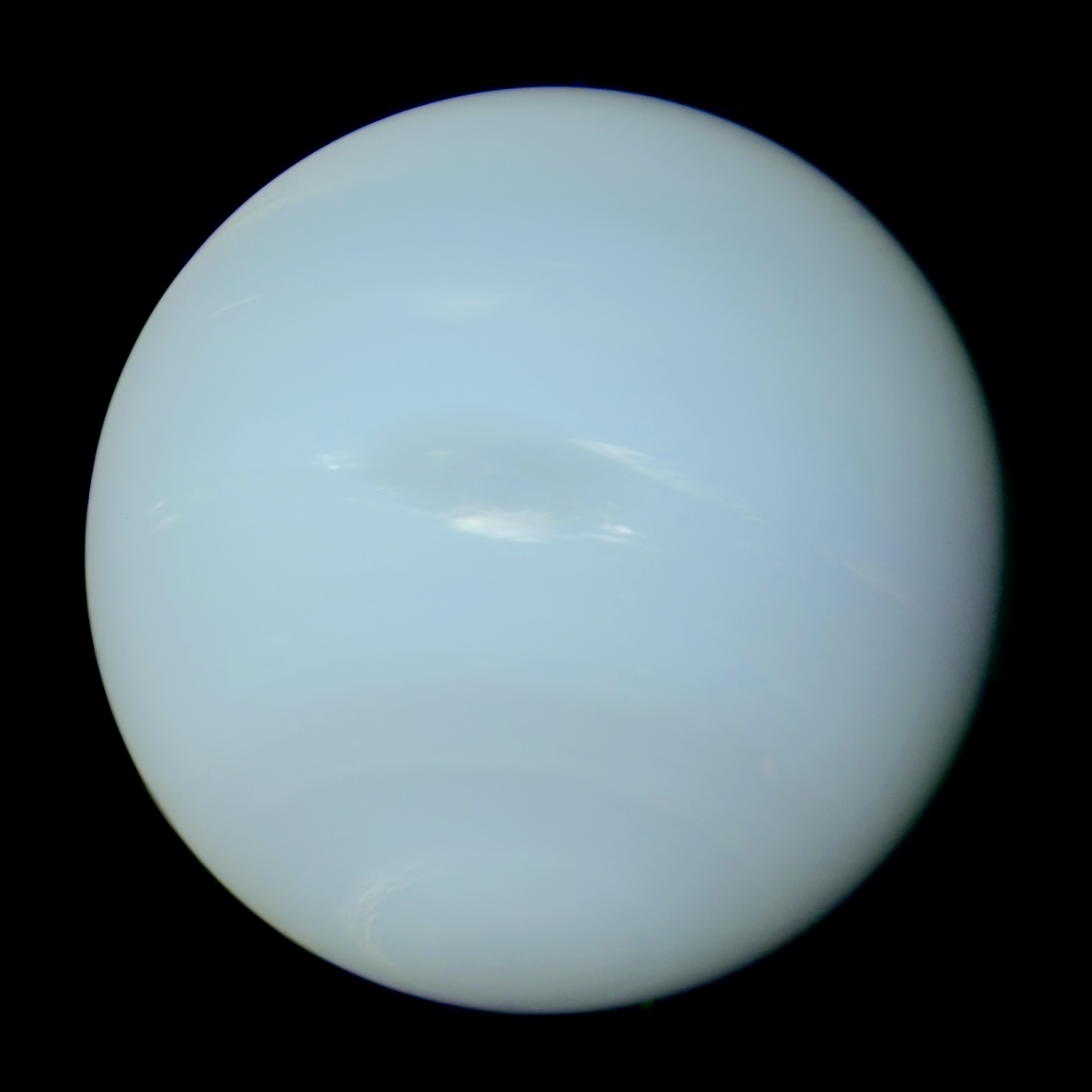
الكوكب نبتون.

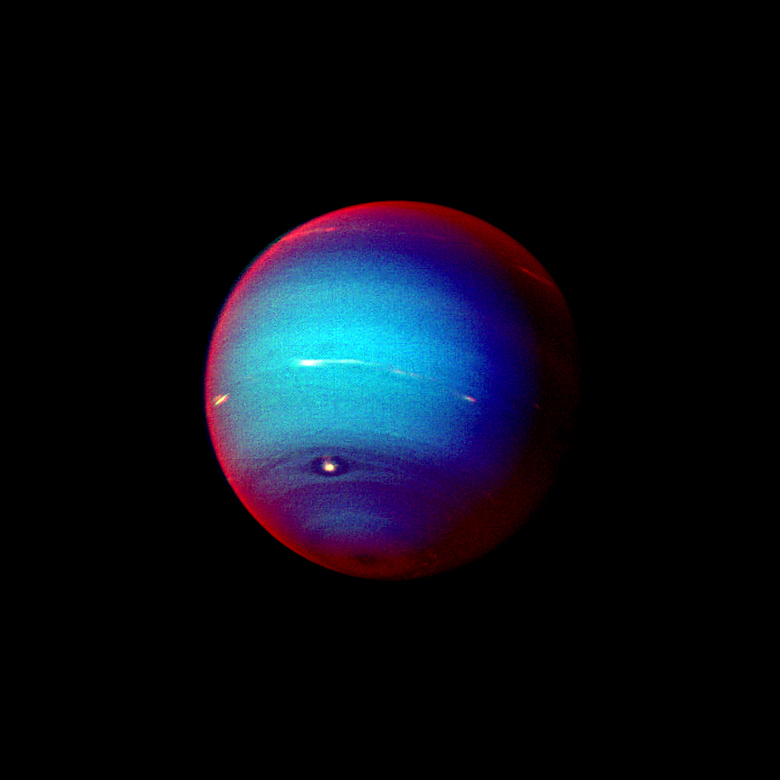
نبتون، صورة بألوان اختيارية

بعد مغادرة نظام أورانوس طلب قسم الاجواء عبور فوياجر 2 قريبا من تريتون بينما طلب قسم البحاث الأجسام الأولية العبور من بعيد. ثم اتفق الطرفان على مسار يرضي الطرفين يقترب من نبتون 4.800 كيلومتر لدراسة حلقاته ويمر بتريتون على بعد 38.500 كيلومتر. وحدد المسار في صيف 1986 وفي 14 فبراير 1987 تم تشغيل نفاثات توجيه المسبار لمدة ساعة ونصف وتحول مسار المسبار إلى المسار المطلوب.
أنخفضت قدرة فوياجر 2 نحو 370 وات أي أقل 30 وات عنما كان عند أورانوس مما دعى إلى تحسين جديد لأجهزة الاستقبال على الأرض. وأجرت ناسا التحسينات التالية:
- خفض شوشرة الهوائيات بنسبة 50 %
- تعلية الهوائي من 64 متر إلى 70 متر
- توصيا الهوائي في كانبيرا واستغلال هوائي 64 متر تابع لمدينة «أوسادا».
- اشراك مصفوف الهوائيا العظيم في الاستقبال Very Large Array

بذلك أمكن استقبال بمعدل 19 - 22 كيلوبايت/الثانية.
وفي 6 يونيو 1989 بدأ نشاط بعثة نبتون، 80 يوما قبل العبور. وبدأت المشاهدات بعد شهرين من ذلك التاريخ وفي 26 أغسطس أصبح فوياجر 2 على بعد 4830 كيلومتر. وانتهت فترة المشاهدة في 2 أكتوبر 1989 بعد التقاط 9000 صورة وإرسالها إلى الأرض.
كما بين قياس المجال المغناطيسي لنبتون أنه أضعف كثيرا عن ذلك لأورانوس.

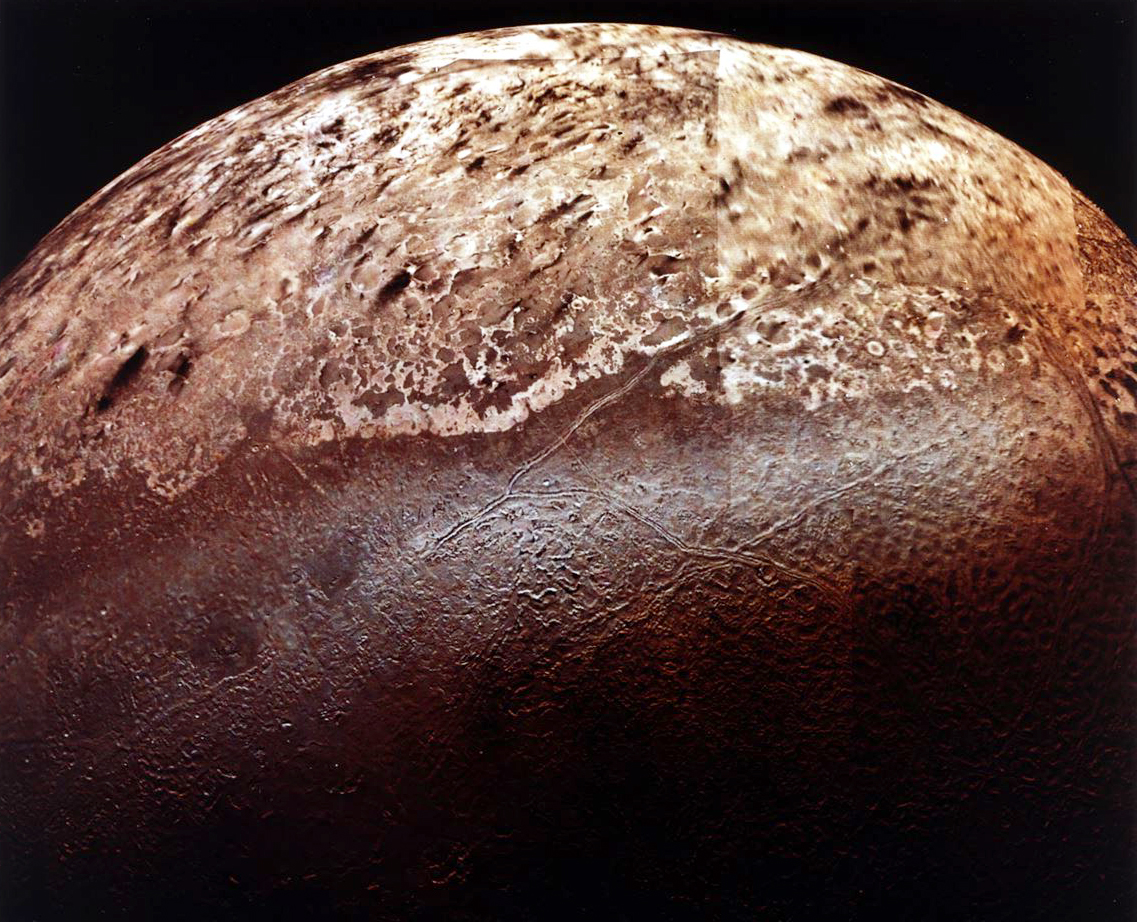
تريتون، قمر "نبتون"

واستطاع فوياجر 2 اكتشاف 9 أقمار جديدة لنبتون. ونظرا لأن القمر بروفيوس كان معروفا من قبل فقد قام فوياجر 2 برصده بدقة، وكذلك قام برصد تريتون بالتفصيل فقد كان هو في صلب اهتمام البعثة. وطبقا للرصد الأرضي كان يقدر قطر نبتون بين 3800 إلى 5000 كيلومتر وعينه فوياجر 2 وحصل على قطر 2760 كيلومتر.
ولم يظهر على سطح تريتون فجوات ولكنه يبدو مجعدا بدون أعالي كبيرة. ولونه بين البني والأبيض ويعتقد أن اللون الأبيض ناشئ عن نشاط بركاني على ذلك القمر. كما رصدت نافورات تقذف كميات كبيرة من النيتروجين السائل وتتثلج على السطح عند درجة حرارة -210 درجة مئوية. وفحص جو تريتون بواسطة وتبين أن الضغط على مستوى السطح بين 10 إلى 14 مللي بار.

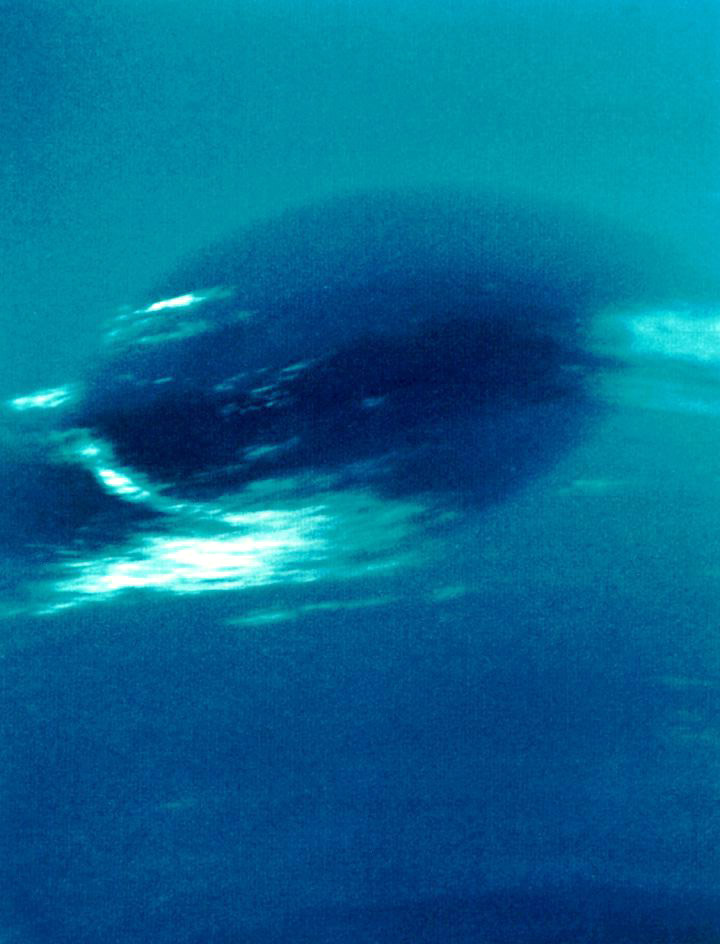
بقع قاتمة كبيرة على نبتون“
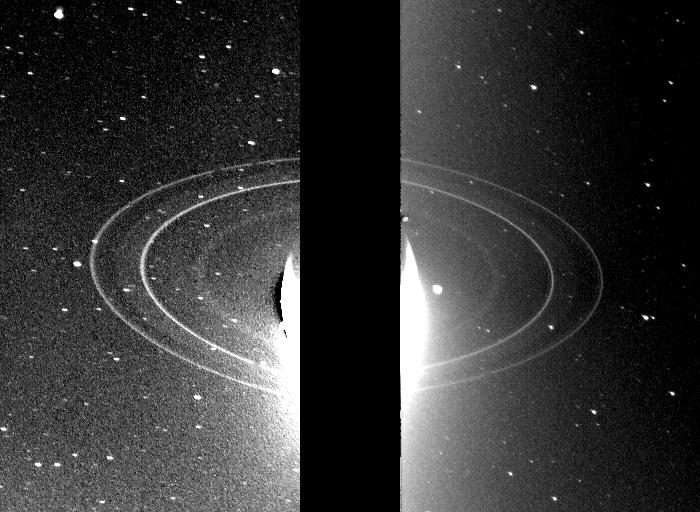
حلقات تبتون
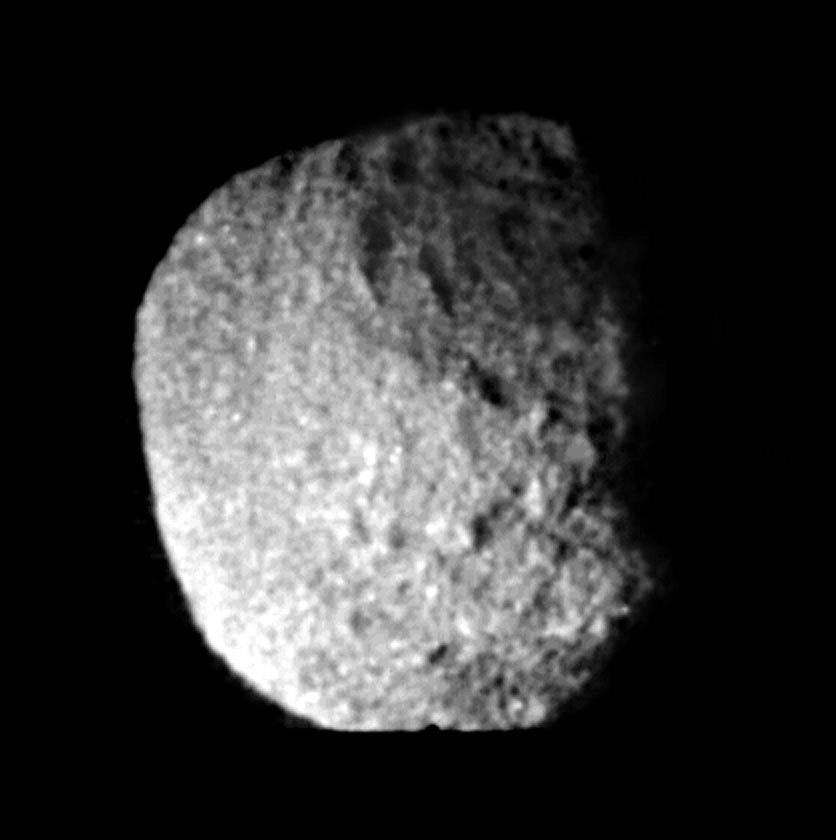
بروتيوس، أحد أقمار نبتون
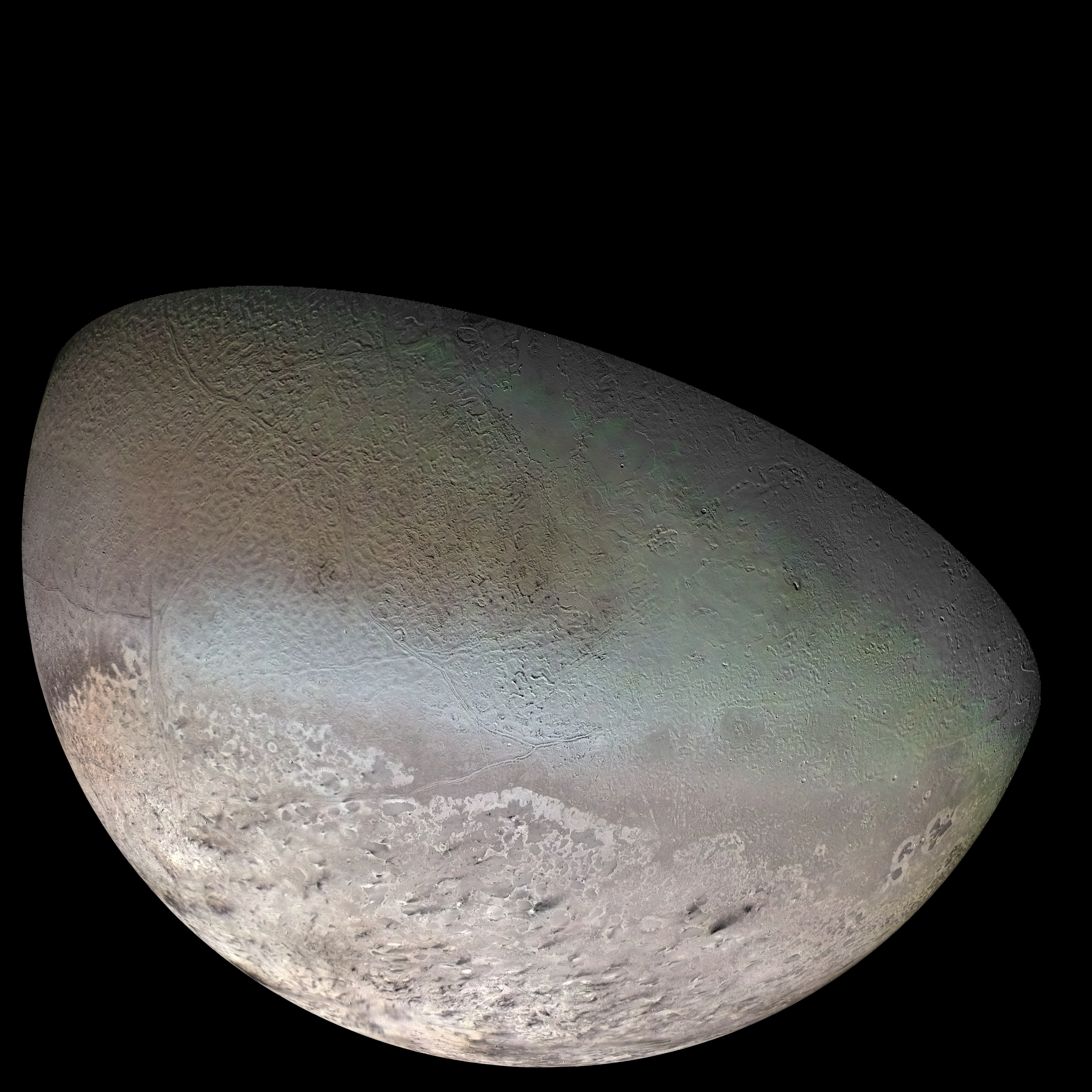
صورة أخرى لتريتون.

## بعثة إلى الوسط البين نجمي

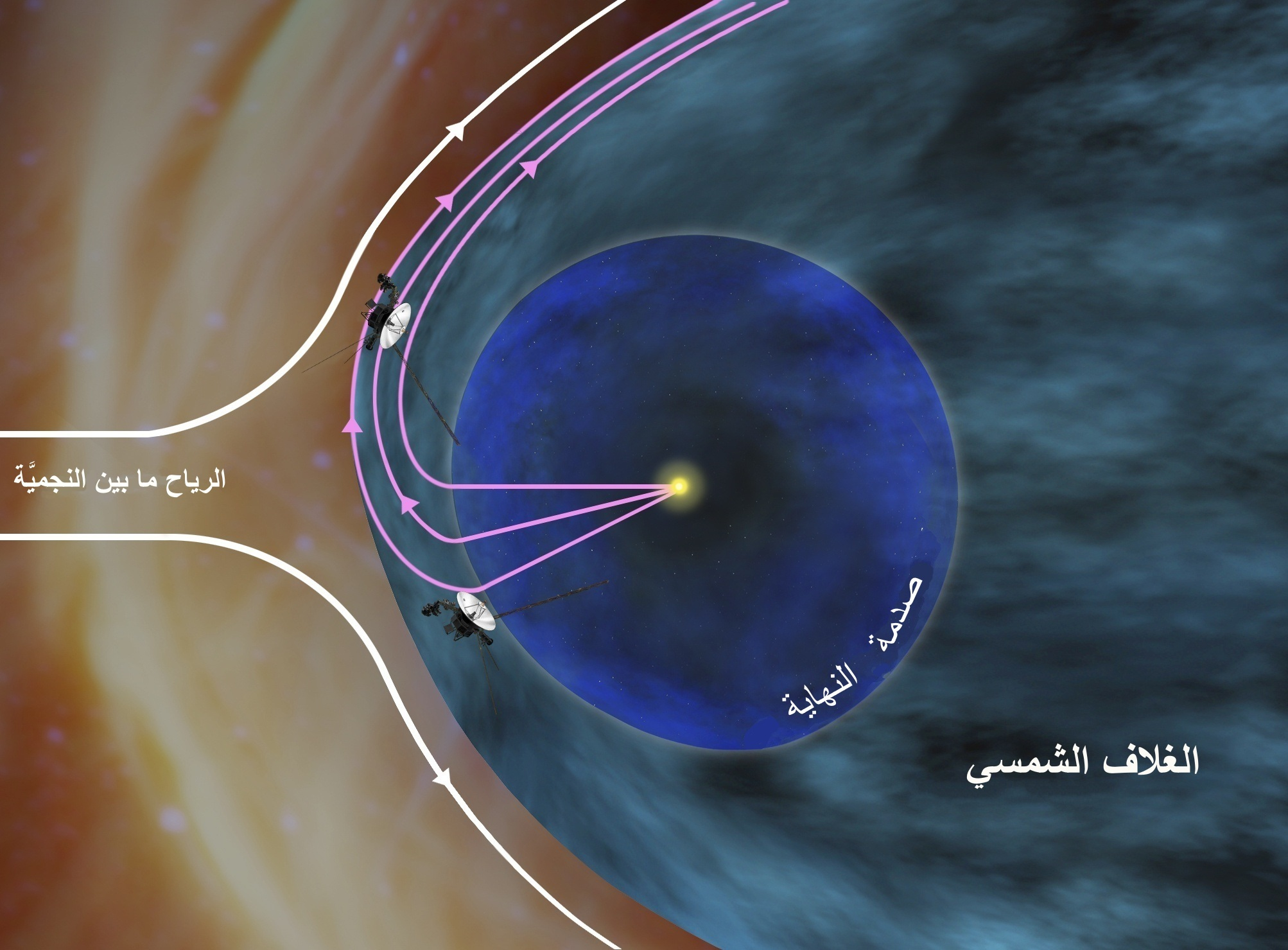
موقعي مسباري فوياجر. المجموعة الشمسية شمس تتحرك في طريقها من اليمين إلى اليسار وتصتدم بها جسيمات الريح البيننجمية.

بعد المرور على نبتون يواصل فوياجر 2 وكذلك مسبار فوياجر 1 طريقه إلى خارج المجموعة الشمسية. والهدف من بعثة فوياجر في الوسط بيننجمي Voyager Interstellar Mission
هو دراسة الحافة الخارجية للمجموعة الشمسية ودراسة الوسط البيننجمي المحيط بها. يتحرك فوياجر 2 بسرعة قدرها 3و3 وحدة فلكية في السنة في مسار يميل عن مستوي دوران الكواكب حول الشمس بزاوية قدرها 48° إلى الجنوب. في أغسطس 2007 عبر فوياجر 2 منطقة تسمى «صدمة نهائية»؛ ثلاثة سنوات بعد عبور فوياجر 1 ذلك الغلاف، وبدأ يدخل ما يسمى «غلاف شمسي حراري» Heliosheath وهو الجزء الخارجي من المجموعة الشمسية الذي تصتدم فيه حبيبات الريح الشمسية مع الوسط البيننجمي.

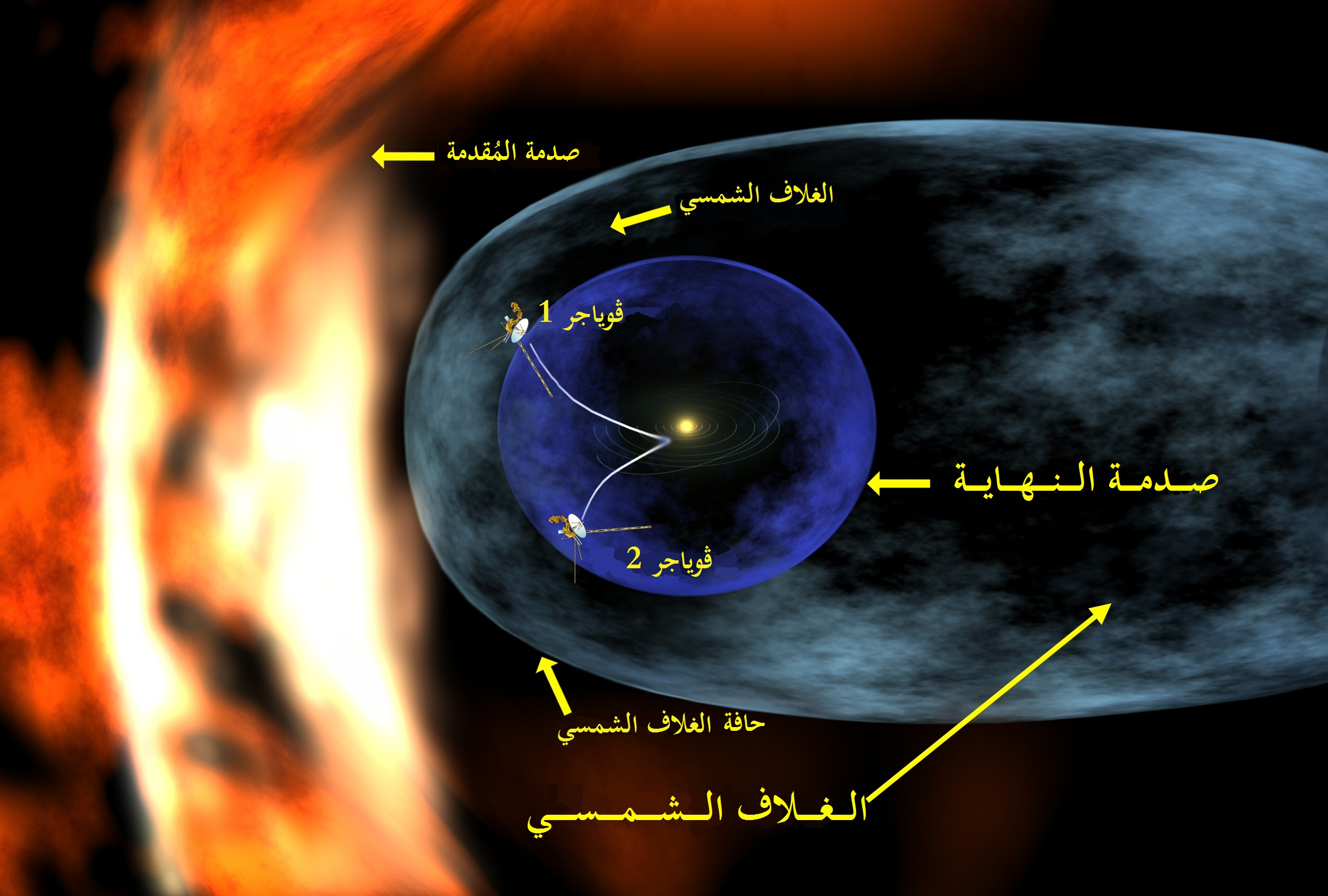
تمثيل الغلاف الشمسي الحراري ومواقع فوياجر 1 وفوياجر 2
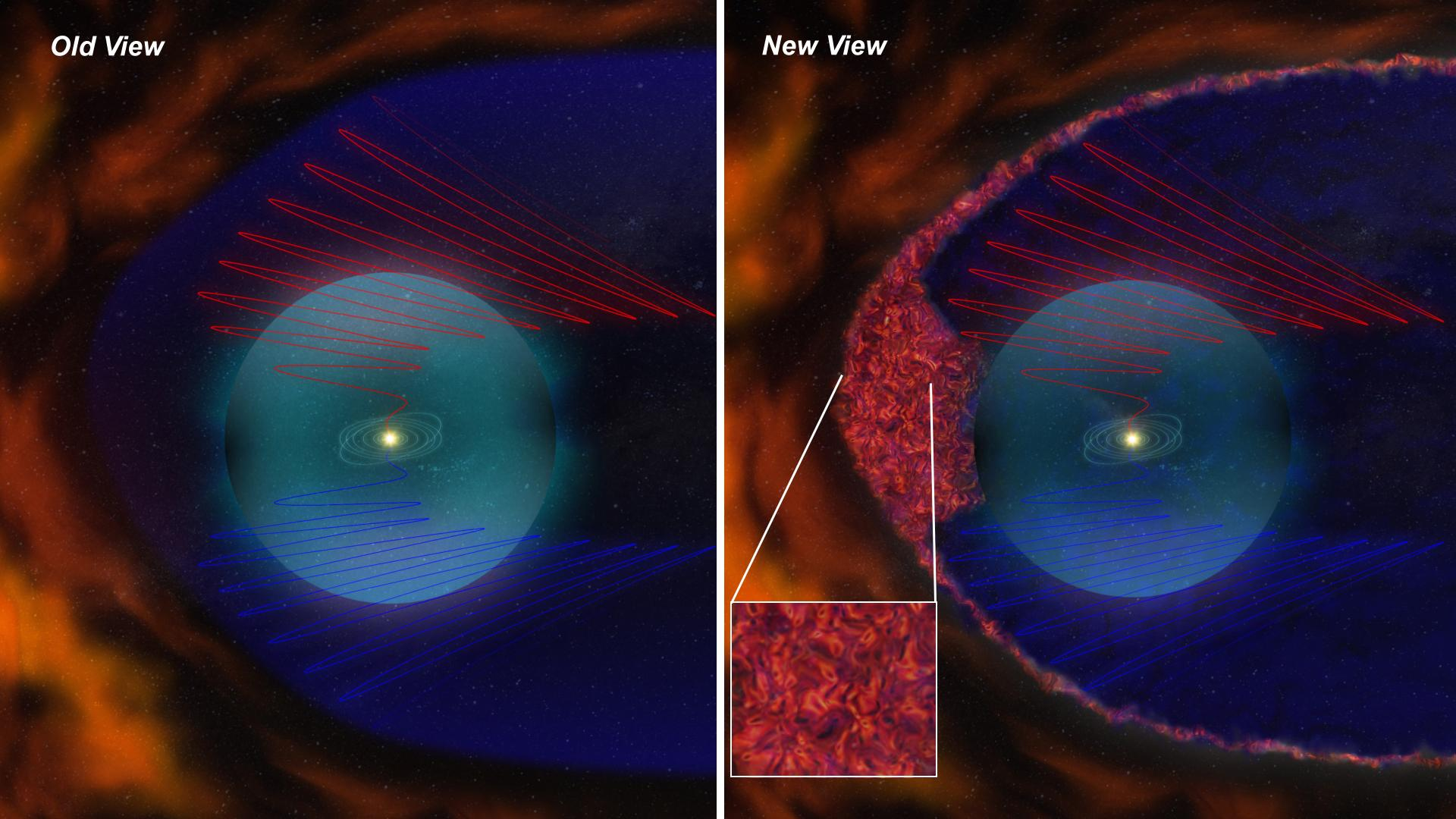
التصور القديم للمجال المغناطيسي للشمس (يسار) والتصور الجديد للمجال المغناطيسي للشمس (يمين). الشمس تتحرك في طريقها في الشكل من اليمين إلى اليسار .
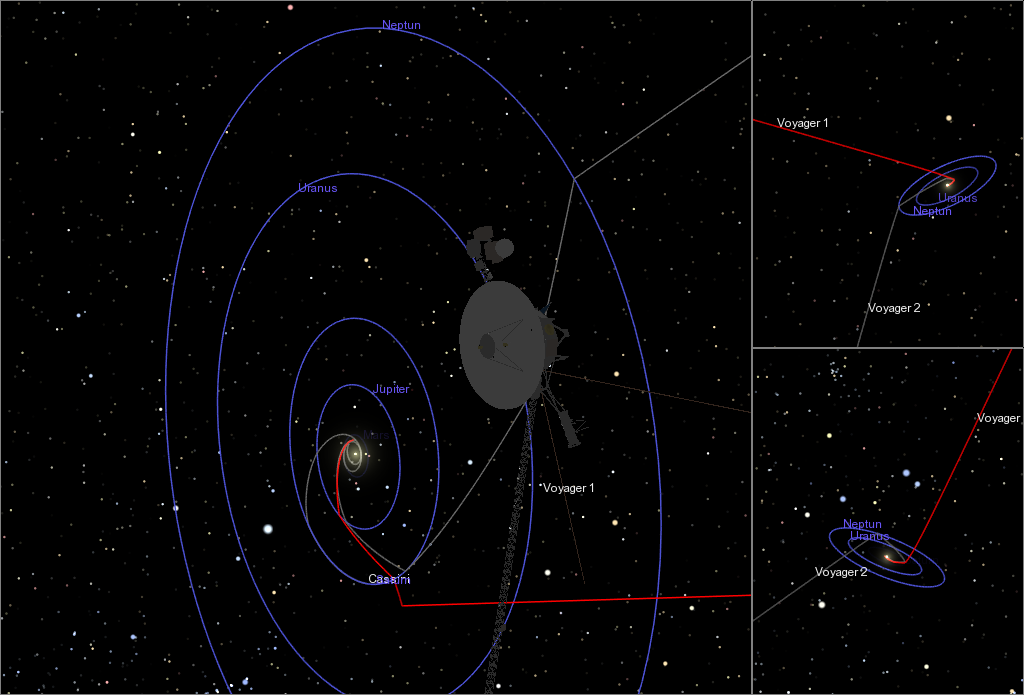
مساري فوياجر 1 (أحمر) وفوياجر 2 يوم 15 فبراير 2009 من ثلاثة جهات للرؤية مختلفة.
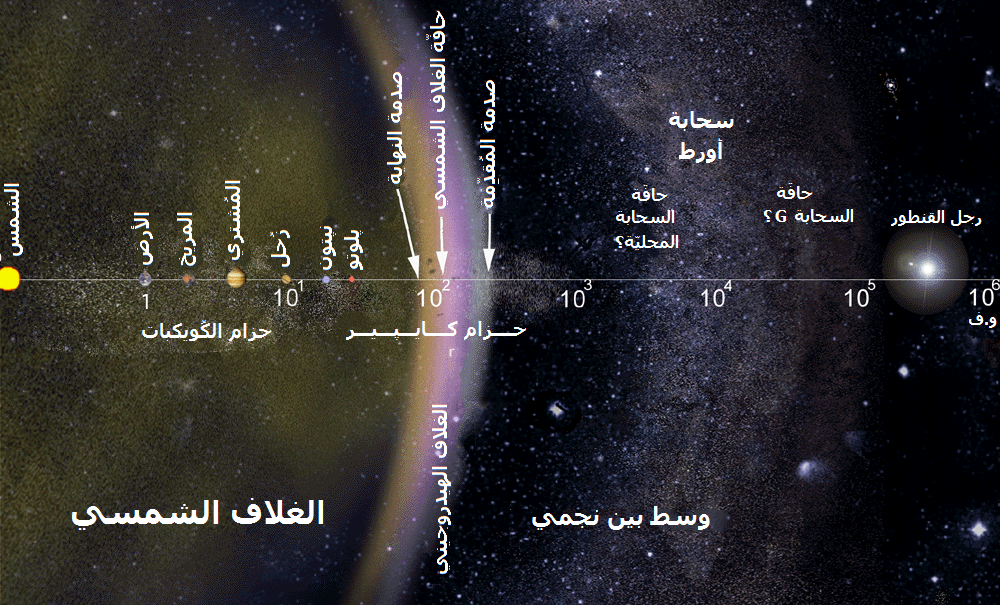
الغلاف الشمس الخارجي والوسط البننجمي حتى النجم القنطور ألفا. المحور الأفقي يبين الأبعاد بالوحدات الفلكية.

في أكتوبر عام 2015 وصل فوياجر 1 إلى نحو 130 وحدة فلكية بعيدا عن الشمس، وتصلنا إشاراته اللاسلكية خلال 5و18 ساعة على الطريق. ووصل فوياجر 2 مسافة 110 وحدة فلكية بعيدا عنا وتستغرق إشاراته التي تسير بسرعة الضوء نحو 15 ساعة حتى تصلنا. أي أننا إذا ارسلنا إشارة لاسلكية إلى فوياجر 2 فهي تستغرق 15 ساعة حتى تصله، ثم يقوم فوياجر 2 بالرد علينا بإشارة تستغرق في الطريق 15 ساعة أخرى، أي ذهابا وإيابا في المراسلة يستغرق 30 ساعة. فإذا قمت أنت بمراسلة فوياجر 1 فإنك ترسل الإشارة إليه يوم الخميس في منتصف الليل (الساعة 12) مثلا وتذهب إلى بيتك وتقضي الجمعة مع ذويك وتعود إلى جهاز الاستقبال في ظهر يوم السبت حيث يصلك إشارة رد فوياجر 1 عليك؛ ذهابا وإيابا 36 ساعة.

## مسبارات أخرى تغادر المجموعة الشمسية
بالإضافة إلى فوياجر 1 وفوياجر 2 اللذان غادرا المجموعة الشمسية يوجد ثلاثة مسبارات آخرى على هذا السبيل بغرض إجراء قياسات وإرسال نتائجها إلى الأرض .
- بيونير 10: وصل في اتجاه معاكس إلى بعد 113 وحدة فلكية، وتصلنا إشاراته خلال 16 ساعة .
- بيونير 11: يبعد حاليا 90 وحدة فلكية عن الشمس، تصلنا إشاراته بعد 13 ساعة.
- نيو هورايزونز: يبعد حاليا (أكتوبر 2015) 34 وحدة فلكية (تعدى نبتون الشهر الماضي)، وتصلنا إشاراته خلال 5و4 ساعة.